# Rhamnales
Rhamnales är en föråldrad växtordning som inte används längre och som placerades i klassen tvåhjärtbladiga växter. Följande familjer ingick i Rhamnales:
- Elaeagnaceae, havtornsväxter, placeras numera i ordningen Rosales
- Leeaceae, kategoriseras idag som synonym till Vitaceae
- Rhamnaceae, brakvedsväxter, placeras numera i ordningen Rosales
- Vitaceae, vinväxter, placeras numera i den egna ordningen Vitales